# Short Cake Cake
Short Cake Cake (jap. ショートケーキケーキ) ist eine Mangaserie von Sū Morishita, die von 2015 bis 2019 in Japan erschien. Das Werk ist in die Genres Shōjo, Comedy und Romantik einzuordnen und wurde in mehrere Sprachen übersetzt.

## Inhalt
Als Ten Serizawa auf die Oberschule kommt, muss sie jeden Tag zwei Stunden mit dem Bus dort hinfahren. Zunächst macht ihr das wenig aus, doch als sie sich mit ihrer Mitschülerin Ageha Haruno anfreundet, fehlt Ten die Zeit, um etwas zu unternehmen. So übernachtet sie einmal heimlich bei Ageha im Wohnheim, wo neben dem Mädchen noch drei Jungs im gleichen Alter wohnen. Es gefällt Ten so gut, dass sie in das Wohnheim einzieht und nun keinen langen Schulweg mehr hat. Ein Zimmer war noch frei, nachdem ein anderes Mädchen ausgezogen ist. Denn dieses hatte sich verliebt und ist ausgezogen, weil es im Wohnheim nicht erlaubt ist, jemanden anderen Geschlechts mit auf das Zimmer zu nehmen.
Nach ihrem Einzug lernt Ten auch ihre Mitbewohner besser kennen. Chiaki Kasadera ist hilfsbereit und imponiert ihr mit seiner Bildung und seinem guten Aussehen. Riku Mizuhara dagegen ist zwar auch gutaussehend und von vielen Mädchen umschwärmt, verärgert Ten aber mit der schroffen Art, in der er Verehrerinnen ablehnt. Das sagt sie ihm auch deutlich und hinterlässt so Eindruck bei Riku. Der will auch Ten nicht aus dem Kopf gehen. Und da sich beide Mädchen wünschen, sich einmal zu verlieben, werden die Regeln des Wohnheims auch für sie zum Problem.

## Veröffentlichung
Die Serie erschien von November 2015 bis März 2019 im Magazin Margaret beim Verlag Shūeisha. Die Kapitel wurden auch gesammelt in bisher elf Bänden herausgebracht. Die Bände verkauften sich über 28.000 Mal in der ersten Woche nach Veröffentlichung in Japan.
Eine deutsche Fassung erschien von März 2019 bis April 2021 mit allen elf Bänden bei Altraverse in einer Übersetzung von Diana Hesse. Ever Glory Publishing veröffentlicht den Manga auf Chinesisch und Viz Media bringt ihn auf Englisch heraus.